# British Academy Film Awards 1980
Die 33. Verleihung der British Academy Film Awards fand 1980 in London statt. Die Filmpreise der British Academy of Film and Television Arts (BAFTA) wurden in 16 Kategorien verliehen; hinzu kamen eine Spezial- und eine Ehrenpreis-Kategorie. Die Verleihung zeichnete Filme des Jahres 1979 aus.
| Film                                                 | N  | A |
| ---------------------------------------------------- | -- | - |
| Manhattan                                            | 10 | 2 |
| Apocalypse Now                                       | 9  | 2 |
| Die durch die Hölle gehen                            | 9  | 2 |
| Alien – Das unheimliche Wesen aus einer fremden Welt | 7  | 2 |
| Yanks – Gestern waren wir noch Fremde                | 7  | 2 |
| Das China-Syndrom                                    | 4  | 2 |
| Die Europäer                                         | 3  | 0 |

## Preisträger und Nominierungen
Im Vorfeld der Veranstaltung hatte sich kein Film als Favorit etablieren können, so lag Woody Allens Manhattan mit zehn Nominierungen nur knapp vor Francis Ford Coppolas Apocalypse Now und Michael Ciminos Die durch die Hölle gehen, die je neun Nominierungen erhielten. Kein Film gewann mehr als zwei BAFTAs, sodass James Bridges’ Das China-Syndrom, der bei nur vier Nominierungen zwei Preise in den Hauptkategorien Bester Hauptdarsteller und Beste Hauptdarstellerin erhielt, ein Gewinner des Abends wurde.

### Bester Film
Manhattan – Regie: Woody Allen
Apocalypse Now – Regie: Francis Ford Coppola
Das China-Syndrom (The China Syndrome) – Regie: James Bridges
Die durch die Hölle gehen (The Deer Hunter) – Regie: Michael Cimino

### Beste Regie
Francis Ford Coppola – Apocalypse Now
Woody Allen – Manhattan
Michael Cimino – Die durch die Hölle gehen (The Deer Hunter)
John Schlesinger – Yanks – Gestern waren wir noch Fremde (Yanks)

### Bester Hauptdarsteller
Jack Lemmon – Das China-Syndrom (The China Syndrome)
Woody Allen – Manhattan
Robert De Niro – Die durch die Hölle gehen (The Deer Hunter)
Martin Sheen – Apocalypse Now

### Beste Hauptdarstellerin
Jane Fonda – Das China-Syndrom (The China Syndrome)
Diane Keaton – Manhattan
Maggie Smith – Das verrückte California-Hotel (California Suite)
Meryl Streep – Die durch die Hölle gehen (The Deer Hunter)

### Bester Nebendarsteller
Robert Duvall – Apocalypse Now
Denholm Elliott – Saint Jack
John Hurt – Alien – Das unheimliche Wesen aus einer fremden Welt (Alien)
Christopher Walken – Die durch die Hölle gehen (The Deer Hunter)

### Beste Nebendarstellerin
Rachel Roberts – Yanks – Gestern waren wir noch Fremde (Yanks)
Lisa Eichhorn – Die Europäer (The Europeans)
Mariel Hemingway – Manhattan
Meryl Streep – Manhattan

### Bester/beste Nachwuchsdarsteller/-in
Dennis Christopher – Vier irre Typen – Wir schaffen alle, uns schafft keiner (Breaking Away)
Gary Busey – Die Buddy Holly Story (The Buddy Holly Story)
Sigourney Weaver – Alien – Das unheimliche Wesen aus einer fremden Welt (Alien)
Ray Winstone – That Summer!

### Bestes Drehbuch
Woody Allen, Marshall Brickman – Manhattan
James Bridges, T. S. Cook, Mike Gray – Das China-Syndrom (The China Syndrome)
Deric Washburn – Die durch die Hölle gehen (The Deer Hunter)
Walter Bernstein, Colin Welland – Yanks – Gestern waren wir noch Fremde (Yanks)

### Beste Kamera
Vilmos Zsigmond – Die durch die Hölle gehen (The Deer Hunter)
Vittorio Storaro – Apocalypse Now
Gordon Willis – Manhattan
Dick Bush – Yanks – Gestern waren wir noch Fremde (Yanks)

### Bestes Szenenbild
Michael Seymour – Alien – Das unheimliche Wesen aus einer fremden Welt (Alien)
Brian Morris – Yanks – Gestern waren wir noch Fremde (Yanks)
Jeremiah Rusconi – Die Europäer (The Europeans)
Dean Tavoularis – Apocalypse Now

### Beste Kostüme
Shirley Russell – Yanks – Gestern waren wir noch Fremde (Yanks)
John Mollo – Alien – Das unheimliche Wesen aus einer fremden Welt (Alien)
Judy Moorcroft – Die Europäer (The Europeans)
Shirley Russell – Das Geheimnis der Agatha Christie (Agatha)

### Beste Filmmusik
Ennio Morricone – In der Glut des Südens (Days of Heaven)
Richard Rodney Bennett – Yanks – Gestern waren wir noch Fremde (Yanks)
Carmine Coppola, Francis Ford Coppola – Apocalypse Now
Jerry Goldsmith – Alien – Das unheimliche Wesen aus einer fremden Welt (Alien)

### Bester Schnitt
Peter Zinner – Die durch die Hölle gehen (The Deer Hunter)
Lisa Fruchtman, Gerald B. Greenberg, Richard Marks, Walter Murch – Apocalypse Now
Susan E. Morse – Manhattan
Terry Rawlings – Alien – Das unheimliche Wesen aus einer fremden Welt (Alien)

### Bester Ton
Derrick Leather, Bill Rowe, Jim Shields – Alien – Das unheimliche Wesen aus einer fremden Welt (Alien)
Nathan Boxer, Richard P. Cirincione, Walter Murch – Apocalypse Now
Jack Higgins, Dan Sable, James Sabat – Manhattan
James J. Klinger, C. Darin Knight, Richard Portman – Die durch die Hölle gehen (The Deer Hunter)

### Bester Kurzfilm
Butch Minds the Baby – Regie: Peter Webb
Dilemma – Regie: Clive Mitchell
Dream Doll – Regie: Bob Godfrey
Mr. Pascal – Regie: Alison de Vere

### Bester Dokumentarfilm
Der Holzschuhbaum (L’albero degli zoccoli) – Regie: Ermanno Olmi

## Spezial- und Ehrenpreise

### Academy Fellowship
David Attenborough – britischer Tierfilmer und Naturforscher
John Huston – US-amerikanischer Filmregisseur, Drehbuchautor und Schauspieler

### Herausragender britischer Beitrag zum Kino
(Outstanding British Contribution to Cinema)
Children’s Film Foundation – 1951 gegründete Non-Profit-Organisation, produzierte britische Kinderfilme